# José Maria de Sousa Soares de Andrea
José Maria de Sousa Soares de Andrea (Lisboa, Encarnação, 16 de Junho de 1791 — 8 de Julho de 1856) foi um militar português.

## Biografia
Filho de José Joaquim Soares de Andrea (Lisboa, Olivais, bap. 24 de Setembro de 1744 - 14 de Julho de 1800), Fidalgo Português neto materno dum Italiano descendente duma das principais famílias de Génova, Cavaleiro da Ordem de Nosso Senhor Jesus Cristo e Fidalgo da Casa Real, e de sua mulher Isabel Narcisa de Sant'Ana e Sousa, era irmão mais novo de Tomás José de Sousa Soares de Andrea e de Francisco José de Sousa Soares de Andrea, Barão de Caçapava no Brasil e irmão mais velho de Bernardo José de Sousa Soares de Andrea.
Assentou Praça como Aspirante de Marinha a 2 de Março de 1809, completando o Curso na Academia de Marinha do Rio de Janeiro, sendo despachado Guarda-Marinha a 20 de Março de 1810. Desde 1810 e até 1824, serviu em diferentes navios da Esquadra Portuguesa do Brasil. Em 1823, ao ser proclamada a Independência Brasileira, foi acusado de obediência ao Governo de Portugal, sendo preso em São Domingos Soriano e remetido para a Colónia do Sacramento, a bordo da escuna Seis de Fevereiro, da qual se evadiu, logrando chegar a Montevideu, que se conservava fiel às Autoridades Portuguesas. Ali, foi encarregado da Inspecção do Arsenal, acumulando esta com as funções de Comandante desde 6 de Fevereiro de 1823 até à retirada das forças portuguesas para Lisboa. A ele se deve, em grande parte, a vitória alcançada pelos navios portugueses sobre os brasileiros que bloqueavam o Porto no Combate da Batalha Naval de Montevideu de 21 de Outubro de 1823. Seu irmão, o então Capitão-Tenente Bernardo José de Sousa Soares de Andrea, comandou um dos quatro navios com que ele, Capitão-de-Fragata, bateu, a 2 de Outubro de 1823, as seis embarcações brasileiras que bloqueavam o Porto de Montevideu.
Regressou a Lisboa em 1824, onde desempenhou várias comissões importantes nos serviços marítimos, até que foi preso e remetido para o Castelo de São Jorge, de Lisboa, a 15 de Junho de 1832, por desafecto ao Governo de D. Miguel I de Portugal. Posto e liberdade aquando da Proclamação da Rainha D. Maria II de Portugal, a 24 de Julho de 1833, foi nomeado Comandante das Baterias da Praça-Forte de Peniche, cargo em que muito se revelaram os seus dotes de Militar, principalmente por ocasião da entrada da Esquadra Francesa no Rio Tejo.